# Zadni Mnichowy Stawek
Zadni Mnichowy Stawek – jeziorko tatrzańskie położone na wysokości ok. 2070 m n.p.m. w Dolinie za Mnichem na Zadniej Galerii Cubryńskiej. Powierzchnia jeziorka wynosi ok. 0,04 ha, wymiary to 35 × 15 m, głębokość – 1,1 m (według Józefa Nyki). Przez znaczną część roku (ok. 10 miesięcy) jeziorko pokryte jest lodem. Zadni Mnichowy Stawek jest najwyżej położonym jeziorem w polskiej części Tatr, a co za tym idzie – w całej Polsce.
Stawek położony jest wśród wielkich bloków skalnych. Woda wypływa z niego podziemnymi przepływami. W blokach skalnych nad jeziorkiem znajduje się naturalna skalna koleba (bardzo zimna).